# جو کانر
جو کانر (انگلیسی: Joe Connor; ۲۶ سپتامبر ۱۸۷۷ – ۱۹۳۴ (۵۶−۵۷ سال)) یک فوتبالیست بود.
از باشگاه‌هایی که در آن بازی کرده‌است می‌توان به باشگاه فوتبال آرسنال، باشگاه فوتبال بلکپول، باشگاه فوتبال بریستول سیتی، باشگاه فوتبال والسال، باشگاه فوتبال وست برومویچ آلبیون، باشگاه فوتبال فولام، باشگاه فوتبال برنتفورد، باشگاه فوتبال گیلینگام، و باشگاه فوتبال کولنه اشاره کرد.
وی همچنین در تیم ملی فوتبال ایرلند بازی کرده‌است.